# Cotriguaçu
Cotriguaçu là một đô thị thuộc bang Mato Grosso, Brasil. Đô thị này có diện tích 9123,582 km², dân số năm 2007 là 13740 người, mật độ 1,51 người/km².